# Chaetodon xanthocephalus
Poisson-papillon à tête jaune
Espèce
Statut de conservation UICN

 LC  : Préoccupation mineure
Chaetodon xanthocephalus, communément nommé Poisson-papillon à tête jaune, est une espèce de poisson marin de la famille des Chaetodontidae.

## Description et caractéristiques
C'est un grand poisson-papillon, dont la taille maximale est de 20 cm. Très aplati latéralement, il possède un petit museau pointu à l'avant, suivi par un front presque vertical montant très haut au-dessus de l’œil. Les flancs sont blancs et portent de discrets chevrons gris bleuté. Les nageoires dorsale et anale, grandes et arrondies, sont jaune-orangé foncé liserées de jaune vif après une étroite bande noire et blanc-bleuté, ce jaune vif faisant quasiment le tour du corps par une fine ligne qui vient s'élargir à l'avant pour recouvrir la gorge et le visage, ce qui donne son nom scientifique à ce poisson (en grec : xanthos = jaune, cephalos = tête). L'opercule est également marqué de jaune. L’œil, enfin, est légèrement barré d'une strie verticale noire. 
La nageoire dorsale comporte 13-14 épines dures, suivies de 21-26 rayons mous.

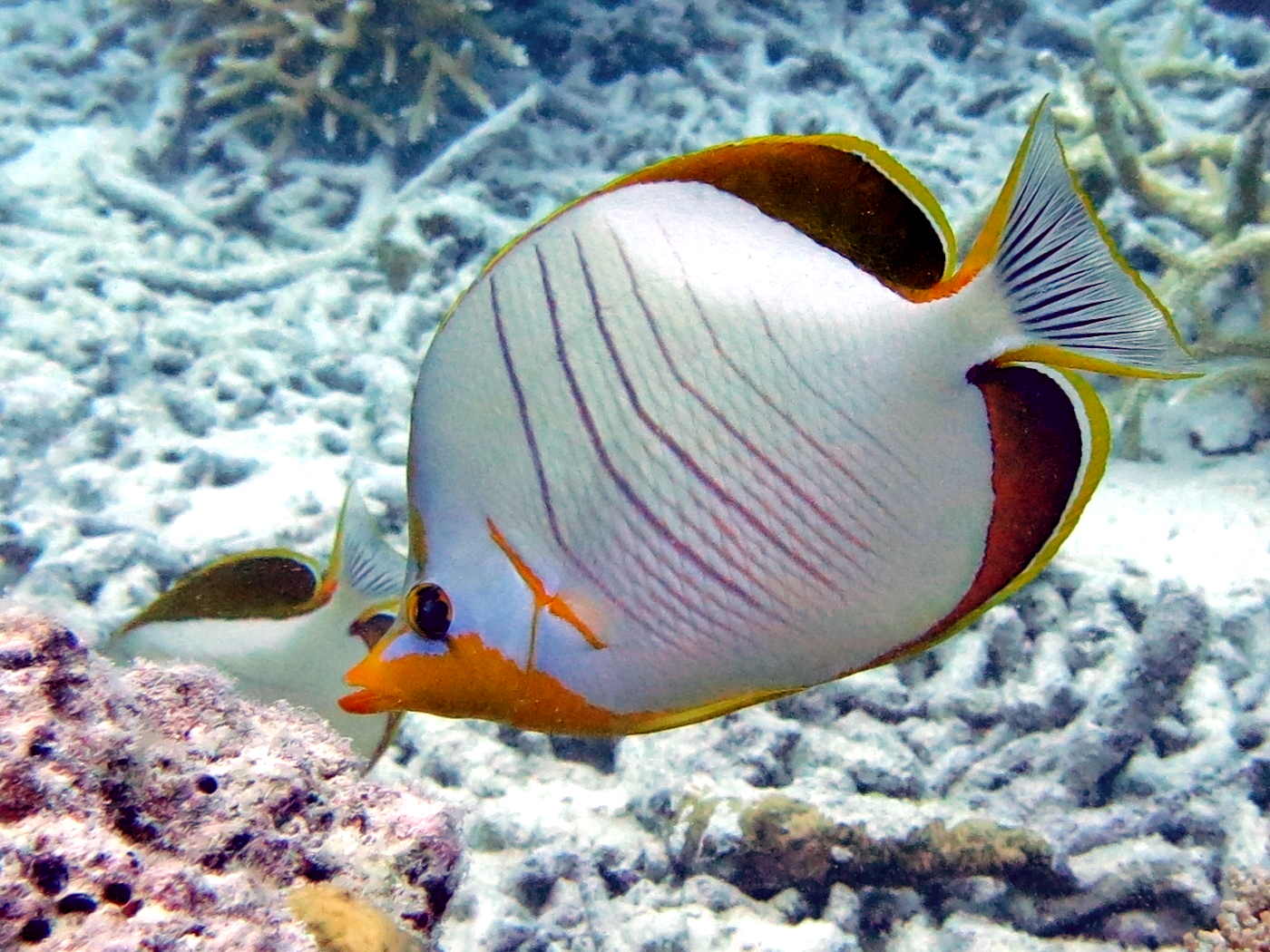
Aux Maldives.
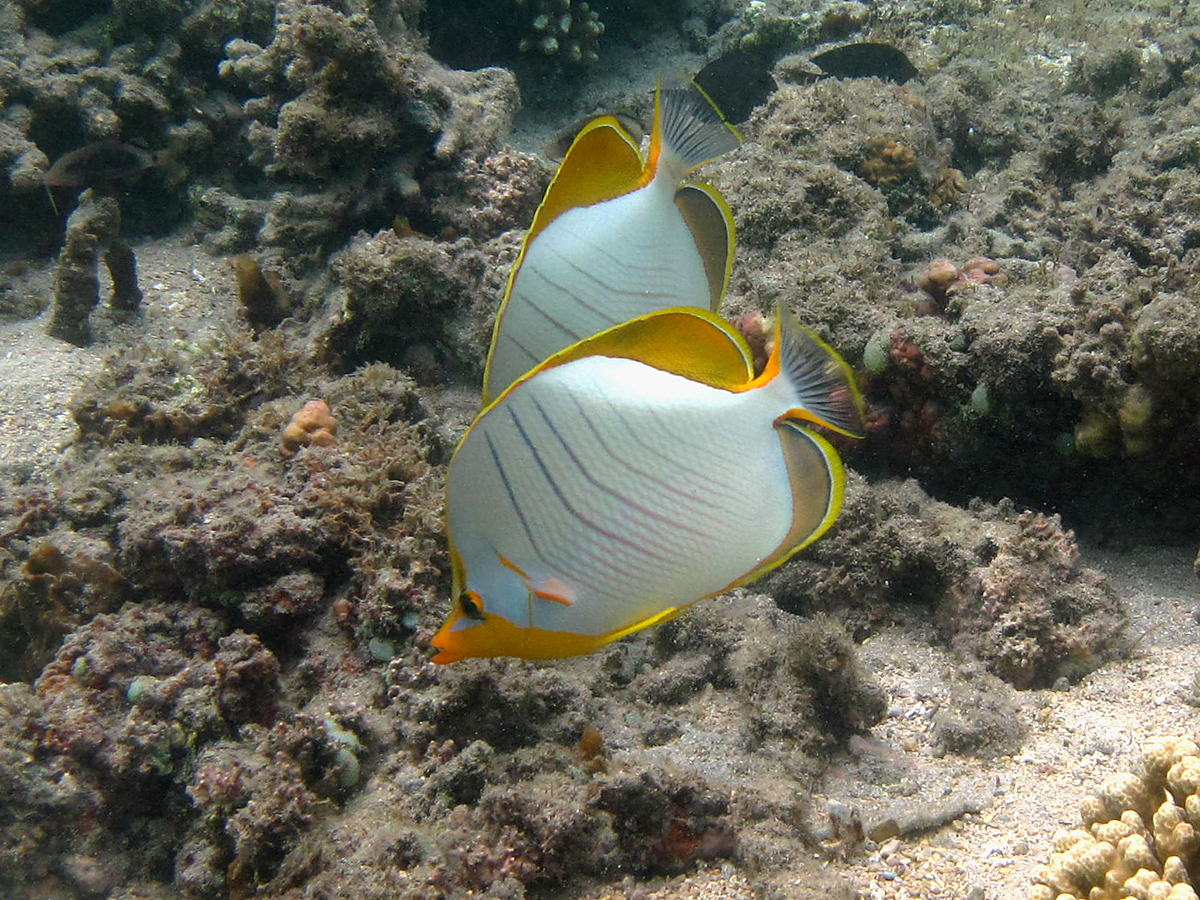
À la Réunion
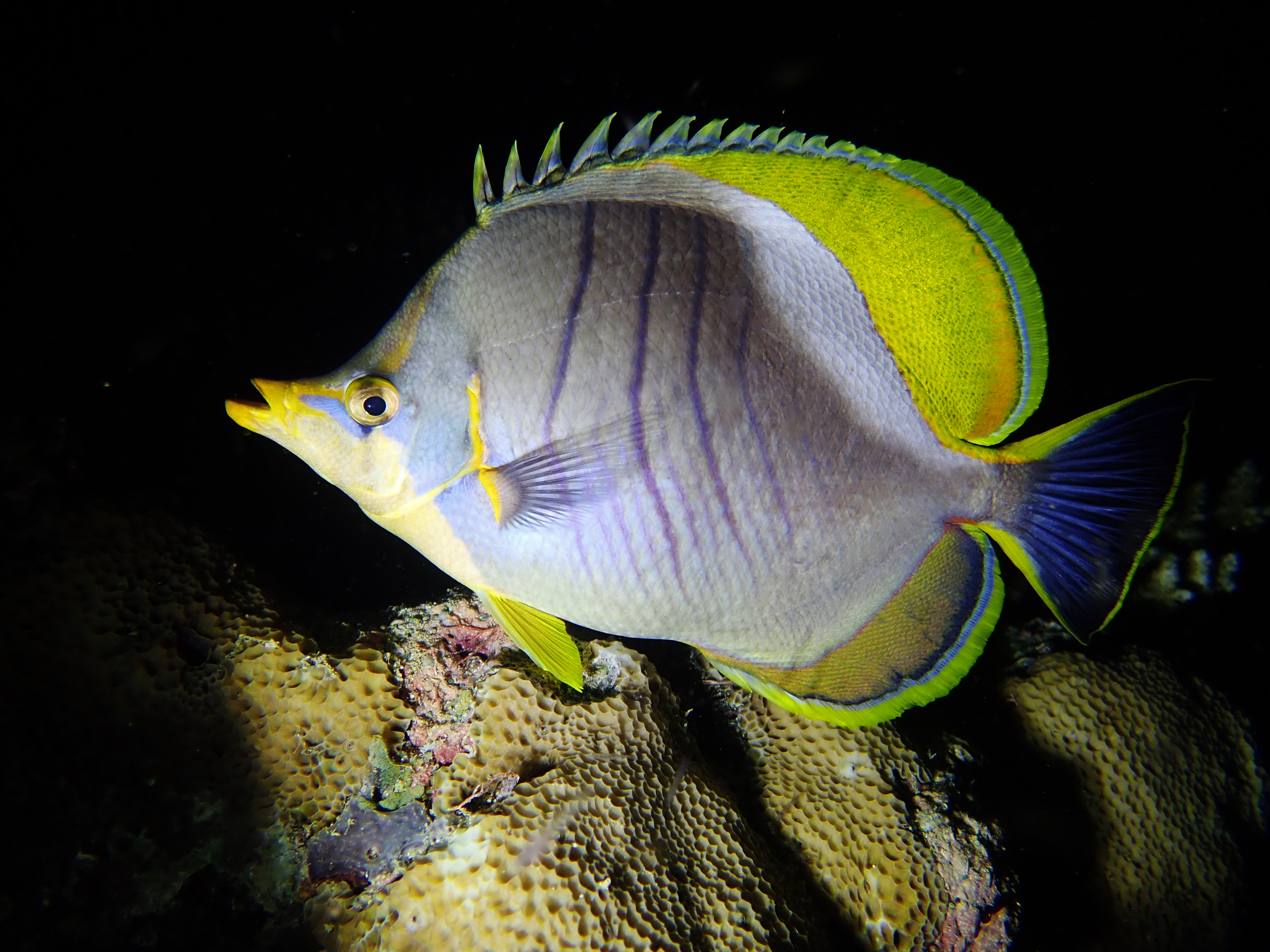
En livrée nocturne, à Mayotte.

## Habitat et répartition
Le Poisson-papillon à tête jaune est présent dans les eaux tropicales de l'Océan Indien. Il vit à faible profondeur, en association avec les récifs de corail. 

## Biologie
C'est un poisson-papillon plutôt solitaire, et relativement omnivore. La reproduction donne lieu à une ponte pélagique (en pleine eau), et les œufs puis larves font donc partie du plancton le temps de leur maturation. 